# Якуб Подфіліпський
Якуб Подфіліпський гербу Цьолек (пом. бл. 1518) — польський шляхтич, урядник Королівства Польського. Представник родини Подфіліпських, яка в середині XV ст. осіла на Поділлі. Брат кам'янецького земського судді Вікторина Подфіліпського. 

## Життєпис
Мав посаду кам'янецького (подільського) стольника. Номінований на посаду каштеляна Кам'янця-Подільського згідно з рішенням Люблінського сейму від 12 березня 1506.
18 жовтня 1509 року продав село Плоскирів (сучасне м. Хмельницький) Беаті Гурській. У 1510 році призначений до складу польсько-молдавської комісії (разом зі старостою подільським Станіславом Лянцкоронським, воєводою Отто з Ходча, братом Вікторином, Янушом Свирчовським та Якубом з Убарова), котра зібралася для врегулювання спірних питань. Також комісія на прохання короля Сиґізмунда I вивчала появу нових незвичайних мит на руських і подільських землях.
12 березня 1510 року в Кракові Якуб підтвердив у короля Сигізмунда І привілей для свого дідичного містечка Підпилип’я на переведення його на магдебурзьке право.
У 1511 році мав звання ротмістра поточної оборони. Повинен був виставляти 8 вершників за власний рахунок. Очевидно, помер на межі 1517/18 років, не був серед живих 15 березня 1518.

### Родина
Про дружину відомостей немає. Діти:
- Якуб,
- Ева — дружина каштеляна Кам'янця-Подільського Миколая Язловецького-Монастирського.